# Maties Mazarico
Maties Mazarico (Millars (Rosselló), 1948) és un músic i cantant de la Catalunya del Nord.
Cap al 1975 comença a escriure i interpretar cançons, i aviat -1976- coneix Pere Figueres i Jordi Auvergne i entra al col·lectiu Guillem de Cabestany.
Sovint, els seus temes estaven basats en poemes de Joan Morer i Francesc Català, encara que també escrivia lletres originals. També ha col·laborat amb el poeta Joan-Pere Sunyer.
El 1979 publica un disc com a cantant (A la vora del folk), però aviat es decanta cap al conreu instrumental de la música tradicional. Des de la seva fundació el 1995 és membre del grup Els Ministrils del Rosselló.
Actualment, és un folklorista reconegut, i un notable sonador del sac de gemecs, l'acordió diatònic i altres instruments populars. A més, és un dels darrers constructors de flabiols de canya de cinc forats, que divulga amb diverses iniciatives, com tallers i demostracions públiques de construcció.